# 11449 Stephwerner
11449 Stephwerner è un asteroide della fascia principale. Scoperto nel 1979, presenta un'orbita caratterizzata da un semiasse maggiore pari a 2,9095778 UA e da un'eccentricità di 0,0354266, inclinata di 1,12604° rispetto all'eclittica.